# (34381) 2000 RW55
2000 RW55 (asteroide 34381) é um asteroide da cintura principal. Possui uma excentricidade de 0.03895120 e uma inclinação de 12.66665º.
Este asteroide foi descoberto no dia 5 de setembro de 2000 por LINEAR em Socorro.